# Bart Veldkamp
Bart Veldkamp, né le 22 novembre 1967 à La Haye, est un patineur de vitesse néerlandais qui représente la Belgique en compétition dès 1996. Il est notamment champion olympique sur 10 000 mètres en 1992, médaillé de bronze sur la même distance aux Jeux de 1994 et médaillé de bronze sur 5 000 mètres aux Jeux de 1998.

## Biographie
Spécialiste des longues distances, Bart Veldkamp est champion d'Europe toutes épreuves en 1990, ainsi que médaillé de bronze aux championnats du monde toutes épreuves en 1990 et 1991. Il est ensuite champion olympique sur 10 000 mètres en 1992 puis médaillé de bronze sur la même distance aux Jeux de 1994. Rencontrant des difficultés pour se qualifier aux compétitions internationales, il décide de concourir pour la Belgique dès 1996. Aux Jeux olympiques d'hiver de 1998, Veldkamp est troisième sur 5 000 mètres. C'est la première médaille olympique belge en patinage de vitesse. Après ça, il continue sa carrière avec moins de succès jusqu'en 2006. Après sa retraite sportive, Veldkamp est analyste pour la télévision néerlandaise. Il est également entraîneur de l'équipe américaine de patinage de vitesse pendant une saison en 2007.

## Records personnels
| Distance      | Temps          | Année |
| ------------- | -------------- | ----- |
| 500 mètres    | 37 s 55        | 2000  |
| 1 000 mètres  | 1 min 12 s 80  | 2006  |
| 1 500 mètres  | 1 min 49 s     | 2001  |
| 5 000 mètres  | 6 min 23 s 64  | 2001  |
| 10 000 mètres | 13 min 27 s 48 | 2003  |

## Palmarès
| Compétition                                   | Médaille d'or                                               | Médaille d'argent                             | Médaille de bronze                                      |
| Jeux olympiques                               | 1992 (10 000 m)                                             |                                               | 1994 (10 000 m) 1998 (5000 m)                           |
| Championnats du monde toutes épreuves         |                                                             |                                               | 1990 1991 2001                                          |
| Championnats du monde sur distance simple     |                                                             | 1999 (5000 m)                                 | 1998 (5000 m)                                           |
| Championnats d'Europe toutes épreuves         | 1990                                                        | 2001                                          | 1991                                                    |
| Championnats des Pays-Bas toutes épreuves     |                                                             | 1991 1992 1993                                | 1989 1994 1995                                          |
| Championnats des Pays-Bas sur distance simple | 1991 (5000 m) 1991 (10 000 m) 1992 (5000 m) 1992 (10 000 m) | 1990 (10 000 m) 1991 (1500 m) 1993 (10 000 m) | 1988 (5000 m) 1990 (5000 m) 1993 (5000 m) 1994 (5000 m) |